# Mattias Lindström
Mattias Lindström est un footballeur suédois, né le 18 avril 1980 à Helsingborg en Suède. Il évolue comme milieu offensif.

## Sélection
- Suède : 3 sélections
- Première sélection le 18 février 2003 : Corée du Nord - Suède (1-1)
- Dernière sélection le 22 février 2003 : Corée du Nord - Suède (0-4)

Mattias Lindström a obtenu ses trois sélections lors de la tournée hivernale effectuée à Bangkok en 2003.
Il est titulaire deux fois contre la Corée du Nord et entre en cours de jeu contre la Thaïlande.

## Palmarès
Helsingborgs IF
- Champion de Suède (2) : 1999, 2011
- Vainqueur de la Coupe de Suède (1) : 2010
- Vainqueur de la Supercoupe de Suède (1) : 2011

 Aalborg BK
- Champion du Danemark (1) : 2008